# دانشگاه دولتی علوم پرورشی یون کرانگکا
دانشگاه دولتی علوم پرورشی یون کرانگکا (به لاتین: Ion Creangă State Pedagogical University) یک دانشگاه در مولداوی است که در کیشیناو واقع شده‌است.